# Arábia Saudita nos Jogos Olímpicos de Verão de 2020
Arábia Saudita esteve representada nos Jogos Olímpicos de Verão de 2020 por um total de 29 desportistas, 27 homens e duas mulheres, que competem em nove desportos. O responsável pela equipa olímpica é o Comité Olímpico da Arábia Saudita, bem como as federações desportivas nacionais da cada desporto com participação.
Os portadores da bandeira na cerimónia de abertura foram o remadora Husein Alireza e a judoca Tahani Alqahtani.

## Medalhistas
A equipa olímpica saudita obteve as seguintes medalhas:
| Nome         | Desporto | Competição |
| ------------ | -------- | ---------- |
| Ouro         |          |            |
| —            |          |            |
| Prata        |          |            |
| Tareg Hamedi | Caratê   | +75 kg M   |
| Bronze       |          |            |
| —            |          |            |